# Arnoldo Martínez Verdugo

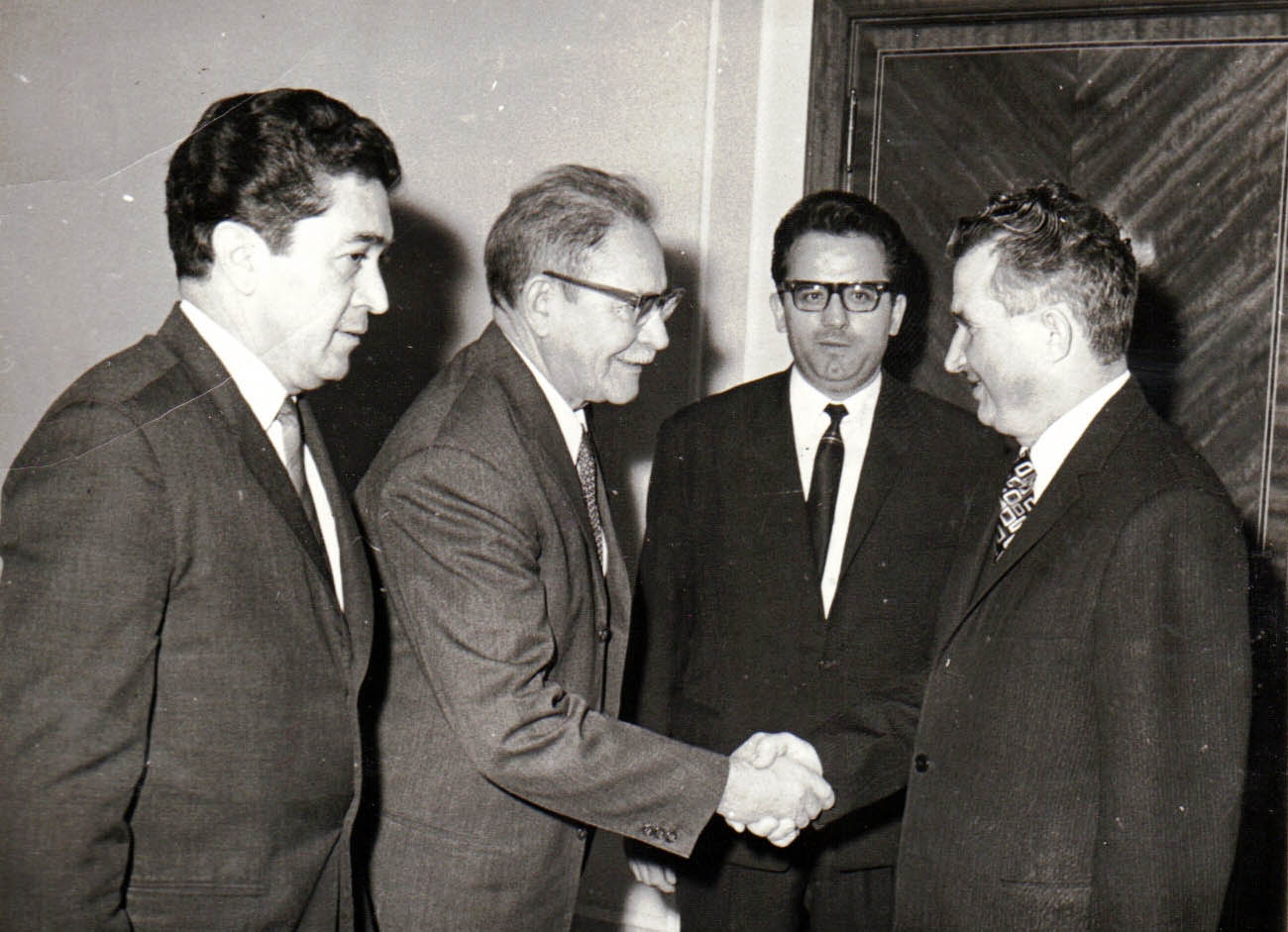
Arnoldo Martínez Verdugo (tweede van links) in 1971

Arnoldo Martínez Verdugo (Pericos, 12 januari 1925) is een Mexicaans politicus van de Partij van de Democratische Revolutie (PRD).
Martínez Verdugo was geboren in Sinaloa en sloot zich in 1946 aan bij de Mexicaanse Communistische Partij (PCM). In 1959 werd hij tot het collectief secretariaat van de partij benoemd en in 1963 werd hij gekozen tot secretaris-generaal. Hij nam in de jaren 70 deel aan onderhandelingen met de Mexicaanse regering in het kader van de democratische opening, waardoor de PCM in 1979 haar officiële registratie kreeg. In dat jaar werden achttien kandidaten in de Kamer van Afgevaardigden gekozen waaronder Martínez Verdugo.
In 1981 organiseerde hij de opheffing van de PCM om met een aantal andere kleine linkse organisaties te fuseren tot de Verenigde Socialistische Partij van Mexico (PSUM), waarvoor hij in 1982 presidentskandidaat was. Hij behaalde 3,48% van de stemmen. In 1988 sloot hij zich aan bij de presidentscampagne van Cuauhtémoc Cárdenas en een jaar later bij diens Partij van de Democratische Revolutie, waarvoor hij van 1994 tot 1997 opnieuw afgevaardigde was, en van 1997 tot 2000 voorzitter van het district Coyoacán in Mexico-Stad.
- International Standard Name Identifier: 0000 0000 2148 6741
- Library of Congress Control Number: n79099721
- Nederlandse Thesaurus van Auteursnamen: 131149156
- Système universitaire de documentation: 223421952
- Virtual International Authority File: 52968387
- WorldCat: E39PBJktqfdyhJrKDHWRhyVHmd